# Małgorzata Tracz
Małgorzata Elżbieta Tracz  (* 8. prosince 1985, Bolesławiec, Polsko) je polská politička, poslankyně Sejmu za Stranu zelených. V letech 2015–2022 byla zároveň i spolupředsedkyní strany.

## Životopis
Vystudovala bakalářské studium mezinárodních vztahů a magisterské studium polské filologie na Vratislavské univerzitě. Pracovala jako průvodkyně v galerii, dále v soukromém sektoru a věnovala se organizování školení. Od roku 2019 je poslankyní Sejmu.